# Glaciar del Mont Blanc
El Glaciar del Mont Blanc o Glaciar del Monte Bianco es un glaciar del macizo del Mont Blanc, que desciende desde el Monte Bianco y desemboca en el glaciar de Miage. El glaciar es de tipo valle. La exposición del glaciar en el sudeste del macizo de la vertiente valdostana, aunque si es ubicable en la proximidad de la cima.
El glaciar toma forma bajo la Punta Pfann (3980 m), recorre entre el Grupo Brouillard-Innominata (al este) y las Rocce del Monte Bianco (3880 m) (al oeste) y finalmente confluye en el glaciar de Miage a una altitud de alrededor de 2400 m.